# Atmosphère de Titan
L’atmosphère de Titan est composée à 98,4 % de diazote. C'est le seul satellite du Système solaire à posséder une atmosphère significativement épaisse, comprise entre 200 et 880 km d'altitude (sur Terre, 99,999 % de la masse de l'atmosphère réside en dessous de 100 km). Elle est opaque sur une large gamme de longueurs d'onde, ce qui empêche d'obtenir depuis l'extérieur un spectre de réflectance complet de la surface.
Les observations des sondes Voyager ont montré que la pression à la surface du satellite dépasse une fois et demi celle de la Terre. L'atmosphère comporte des couches de brouillard opaques qui bloquent la majorité de la lumière du Soleil. La sonde Huygens fut incapable de détecter la direction de celui-ci pendant sa descente et, bien qu'elle réussît à prendre des images de la surface, l'équipe de la sonde a décrit le processus comme « photographier un parking recouvert d'asphalte au crépuscule ».
La température moyenne de l'atmosphère est de 94 K (−179,15 °C) ; elle atteint un minimum de 72 K (−201,15 °C) au niveau de la tropopause (à une altitude de 40 km).

## Origine
L'énergie solaire aurait dû avoir converti l'intégralité du méthane de l'atmosphère en hydrocarbures en 50 millions d'années seulement, ce qui est une durée très brève comparée à l'âge du Système solaire (4 600 millions d'années). En effet, les molécules de méthane ont tendance à remonter progressivement vers le haut de l'atmosphère, où elles sont soumises au rayonnement solaire. Cela a pour effet de les transformer en molécules plus complexes et donc plus lourdes qui retombent et sédimentent à la surface. Étant donné les conditions de température et de pression à la surface de Titan, aucune réaction physique ou chimique ne permet la retransformation de ces composés organiques en méthane. En l'absence d'une autre source, celui-ci est donc irréversiblement détruit et la quantité actuelle de méthane dans l'atmosphère de Titan devrait être quasiment nulle[réf. nécessaire].
Il doit donc exister un réservoir de méthane sur ou dans Titan permettant de réalimenter l'atmosphère. En effet, la quantité de méthane dans l'atmosphère est plus de mille fois supérieure à celle du monoxyde de carbone, ce qui semble exclure une contribution significative de la part d'impacts cométaires (les comètes étant composées de plus de monoxyde de carbone que de méthane). Cette constatation est à l'origine de l'hypothèse apparue dans les années 1970 selon laquelle des réserves de méthane liquide seraient présentes à la surface ou sous la surface de Titan[réf. nécessaire].
Il semble également improbable que l'atmosphère de Titan date de la formation du système saturnien, car si tel était le cas, cette atmosphère contiendrait certains éléments en abondance similaire à la nébuleuse solaire, y compris de l'hydrogène et du néon. Il n'est pas non plus exclu que le méthane soit d'origine biologique.

## Composition

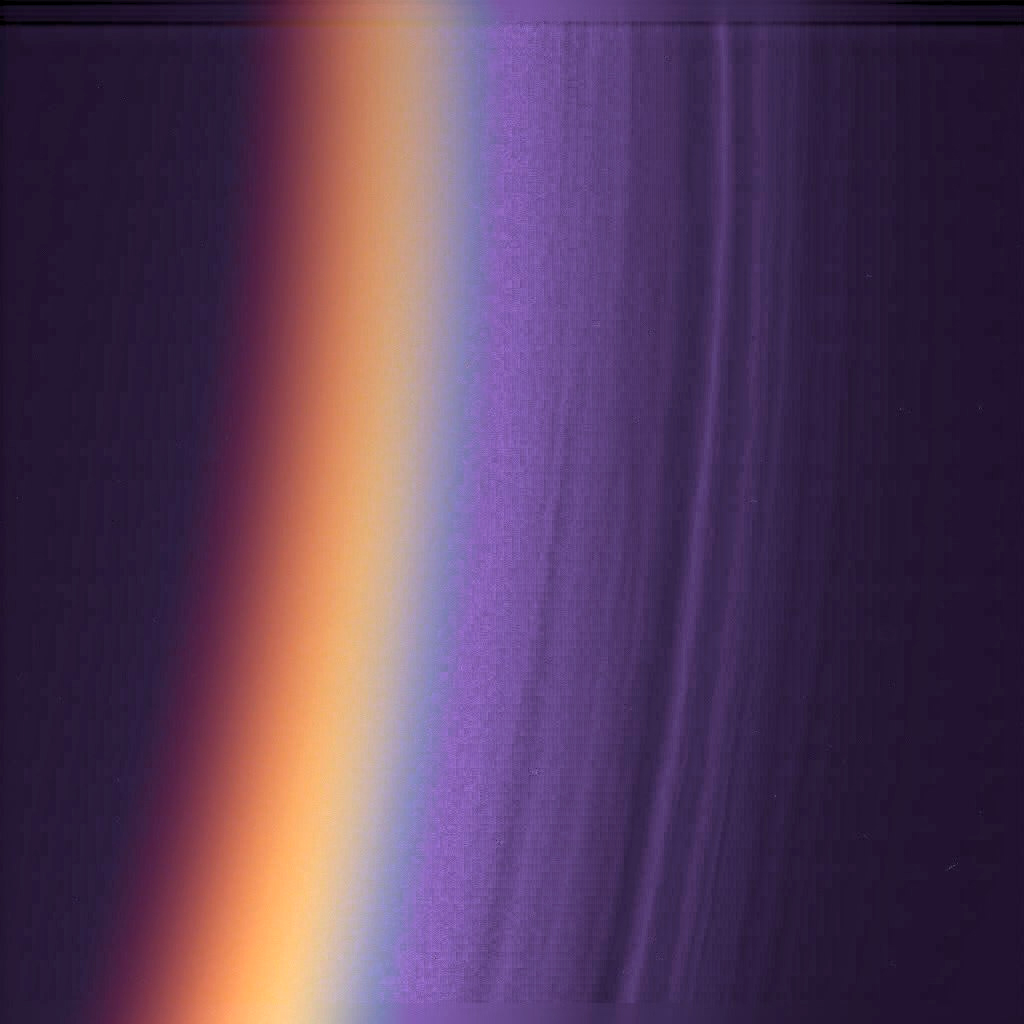
Photo des couches de l'atmosphère de Titan par la sonde Cassini-Huygens.

L'atmosphère de Titan est composée de 95 % à 98,4 % de diazote — c'est la seule atmosphère du système solaire qui soit dense et riche en azote, en dehors de celle de la Terre —, de 1,6 % à 5 % de méthane, et de traces d'autres gaz comme des hydrocarbures (dont l'éthane, le diacétylène, le méthylacétylène, l'acétylène, le propane, le cyanoacétylène et le cyanure d'hydrogène), du dioxyde de carbone, du monoxyde de carbone, du cyanogène, de l'argon et de l'hélium.
On pense que les hydrocarbures se forment dans la haute atmosphère, provenant de réactions de dissociation du méthane par la lumière ultraviolette du Soleil. Ces hydrocarbures produisent un épais smog orangé. Titan n'a aucun champ magnétique et orbite parfois en dehors de la magnétosphère de Saturne, l'exposant directement au vent solaire. Il est possible que certaines molécules soient ionisées et emportées en dehors de la haute atmosphère. En novembre 2007, des scientifiques ont découvert des anions lourds dans l'ionosphère de Titan et on pense qu'ils tombent vers les régions plus basses pour former le brouillard orange qui obscurcit la surface du satellite. Leur structure n'est pas connue, mais il pourrait s'agir de tholins et ils pourraient former les bases de molécules plus complexes, comme les hydrocarbures aromatiques polycycliques,,.Ces résidus atmosphériques pourraient avoir formé des couches plus ou moins épaisses et ainsi recouvrir certaines parties de la surface de Titan d'une sorte de goudron. Les traces d'écoulement observées par la mission Cassini-Huygens sont bien plus sombres que le matériau sur lequel elles serpentent. Il est probable qu'elles soient recouvertes de tholins amenés par les pluies d'hydrocarbures liquides qui lessivent les parties apparaissant plus claires.
Carl Sagan supposait que cette couche de tholins pourrait, grâce à l'énergie la traversant, accueillir des réactions chimiques semblables à celles connues par notre planète au début de son histoire, réactions ayant contribué à l'apparition de la vie sur Terre. D'après ces suppositions, Titan devint un des lieux d'exploration les plus intéressants du Système solaire pour l'exobiologie. Toutefois, la température peut être un élément ralentissant l'apparition de la vie.
Les réactions chimiques survenant dans l'atmosphère ont pour la plupart lieu à sa limite supérieure. À ce niveau, de petites molécules sont activées par le rayonnement ultraviolet du Soleil ainsi que par des particules hautement énergétiques d'origine interstellaire, de telle sorte que des ions réactifs se forment. Ceux-ci conduisent à la formation d'hydrocarbures aromatiques, de composés azotés complexes et de benzène. Les particules plus lourdes, nées de cette manière, descendent lentement dans des couches profondes de l'atmosphère et forment les tholins.
Le 27 octobre 2020 est annoncée la détection de cyclopropénylidène (c-C3H2) dans l'atmosphère de Titan. C'est la seule molécule cyclique détectée sur Titan en dehors du benzène. Les molécules cycliques sont importantes car elles forment le squelette des nucléobases de l'ADN et de l'ARN.

## Structure

Courbe de la température dans l'atmosphère de Titan en fonction de l'altitude et de la pression.

La haute densité de l'atmosphère est essentiellement due aux basses températures, mais aussi aux collisions entre les molécules qui ne sont pas suffisantes pour accélérer leur vitesse et leur permettre de s'échapper dans l'espace[réf. souhaitée]. De plus, la chaleur générée dans la planète peut permettre l'éjection de matière dans l'atmosphère à travers les cryovolcans, rendant ainsi l'atmosphère plus épaisse.

### Troposphère
La température de la troposphère va de 94 K (−179 °C), à la surface, à 72 K (−201 °C) à la tropopause. Cette dernière est située vers 40 km d'altitude pour une pression d'environ 0,1 bar.[réf. nécessaire]

### Stratosphère
C'est dans la stratosphère que semble se produire la majeure partie de la circulation entre les pôles. Les simulations suggèrent que tous les 12 ans, la rotation connaît des changements, avec une période transitoire de trois ans, au cours d'une année de Titan (soit 30 années terrestres).
Lors de l'hiver polaire, un immense nuage se forme dans la stratosphère, qui contient de l'éthane et d'autres molécules organiques et des aérosols (cf. Nuages et brume).

### Ionosphère
L'ionosphère de Titan est plus complexe que celle de la Terre. La partie principale se situe à 1 200 km d'altitude, mais une couche additionnelle de particules chargées est présente à 63 km d'altitude. L'atmosphère de Titan est donc en quelque sorte séparée en deux chambres résonnantes aux ondes radio distinctes. Titan émet des ondes radio à très basse fréquence dont l'origine n'est pas connue, car il ne semble pas y avoir d'activité orageuse intense.

## Conditions climatiques

### Circulation atmosphérique
La circulation atmosphérique suit la direction de la rotation de Titan, d'ouest en est. Les observations de l'atmosphère effectuées par Cassini en 2004 suggèrent que l'atmosphère tourne plus rapidement que la surface (la vitesse de rotation à l'équateur est de 12 m/s). Ce phénomène, similaire à celui connu sur Vénus, est appelé « super-rotation ».
Sur la base des mesures de la vitesse des vents par Huygens pendant sa descente, des simulations ont été effectués à l'échelle du globe de Titan. Ces dernières suggèrent que l'atmosphère autour de Titan ne comporte qu'une seule, et massive, cellule de Hadley. L'air chaud monte dans l'hémisphère sud de Titan — là où se trouvait Huygens lors de sa descente — et retombe dans l'hémisphère nord. Cela conduit à une circulation de l'air à haute altitude allant du sud au nord, et de l'air à basse altitude du nord au sud. Si une seule cellule de Hadley existe sur Titan, dont la rotation est lente, alors la force de Coriolis doit être négligeable.

### Températures
À la surface, la température de Titan est approximativement de −179 °C. À cette température, la pression de vapeur saturante de l'eau est extrêmement faible, ce qui explique que l'atmosphère ne contienne presque pas de vapeur d'eau.
Les températures varient peu de l'équateur aux pôles et du jour à la nuit. La température atteint rarement les −150 °C à midi[réf. nécessaire].

### Nuages et brume
Les hydrocarbures dans la haute atmosphère de Titan et dans les réactions résultent de la transformation du méthane par la lumière ultraviolette du soleil, en produisant une couche opaque de brouillard. Ce brouillard a entravé les premières tentatives d'observation de la surface de Titan, stimulant ainsi la curiosité des scientifiques.
La sonde Huygens fut incapable de détecter la direction du Soleil pendant sa descente et, bien qu'elle réussit à prendre des images de la surface, l'équipe de la sonde a décrit ce processus comme « photographier un parking recouvert d'asphalte au crépuscule ». Par conséquent, il est improbable que Saturne soit visible depuis la surface de Titan.
Les nuages, dispersés, sont remarquables dans un brouillard qui couvre presque toute l'atmosphère de Titan. Ces nuages sont composés probablement de méthane, d'éthane et d'autres composés organiques simples. Les autres composés chimiques plus complexes présent en petite quantité donnent sa couleur orange à l'atmosphère depuis l'espace.
La forme des nuages de méthane est limitée - ils sont proches de nos cumulus et stratus.
Fin 2006, un tourbillon de nuage immense est découvert par Cassini. Ce tourbillon recouvre une grande partie de la région du pôle nord, soit un diamètre d'environ 2 400 kilomètres. Aucun nuage n'était attendu à ce moment, mais surtout aucune formation de cette grandeur et structure. Deux semaines plus tard, le tourbillon géant peut de nouveau être observé lors de l'approche de Titan par la sonde. Il se résorbera seulement une ou deux décennies plus tard. D'après les modèles issus des explorations, sa formation a lieu à la fin d'un cycle d'environ 30 ans (un an sur Saturne). Pendant ce temps, la nébulosité du pôle nord pourrait se déplacer au pôle sud.
Les nuages peuvent se former aussi à partir des volcans comme sur Terre.

Animation sur un intervalle de deux heures montrant des nuages au pôle sud de Titan.
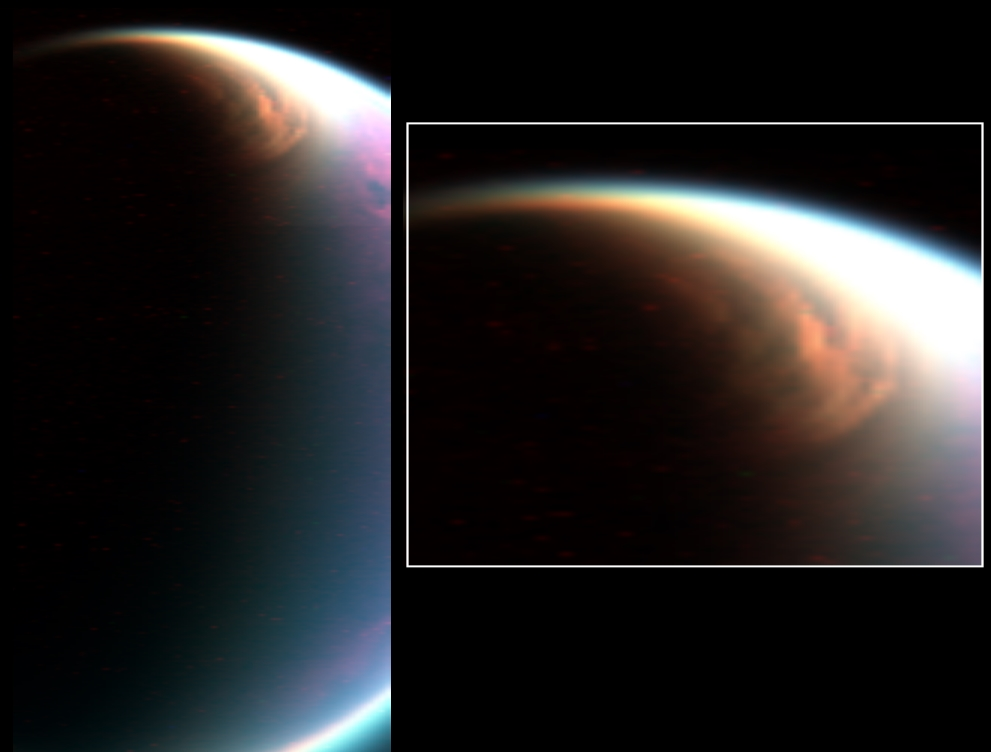
Tourbillon de nuages sur le pôle nord.

### Saisons
Comme la Terre, Titan connaît des saisons. Chacune dure sept années terrestres, puisque Saturne met 30 années terrestres pour tourner autour du Soleil. L'observation de tempêtes au pôle Sud de Titan en juin 2005 (alors que cet hémisphère de Titan était en été) a permis de spéculer qu'une zone sombre pourrait être un réservoir de pluies de méthane sur Titan.

### Cycle du méthane
Le méthane, à la température moyenne de Titan, se trouve à l'état gazeux, mais l'atmosphère de Titan détruit le méthane qui passe progressivement dans l'atmosphère supérieure dans un processus connu comme « cycle du méthane ». Cependant, les composés plus complexes du carbone, formés à partir du méthane sont liquides à ces températures. Ces composés retombent sous forme de pluies et forment des lacs de quelques mètres de profondeur, qui peuvent être couverts par des blocs de glace d'ammoniac. Les lacs s'évaporent, mais aucun processus chimique ou physique (dans les conditions présentes sur Titan) n'autorise la retransformation de ces composés en méthane. La majeure partie du méthane doit donc être originaire de la surface ou des cryovolcans qui l'acheminent vers l'atmosphère où il se recondense et retombe sous la forme de pluies de méthane, en complétant le cycle. Cela signifie qu'il doit y avoir un renouvellement du méthane dans l'atmosphère. Huygens a aussi indiqué qu'il pleut périodiquement du méthane liquide (et pas un composé de ce dernier) sur la surface.
Ce cycle du méthane sur Titan ressemble en partie au cycle de l'eau sur Terre. Mais malgré cela, Titan est un monde peu approprié à être visité du fait de l'absence totale d'oxygène dans l'atmosphère et de la température extrêmement basse.
Le pôle Nord connaît beaucoup de précipitations - probablement de méthane ou d'éthane - en hiver. Lors du changement de saison, le sud connaît à son tour ces pluies. Ces pluies alimentent des lacs ou des mers de méthane ou d'éthane liquide au pôle.
À l'exception de l’Ontario Lacus, tous les lacs de méthane actuellement connus et portant des noms se trouvent dans l'hémisphère nord.
Sur le site d'atterrissage de Huygens la pression partielle de méthane était égale à la moitié de la pression de vapeur saturante (l'équivalent d'une humidité relative de 50 %, sur Terre).

## Découverte
L'astronome catalan Josep Comas i Solà, après ses observations télescopiques, exprimait en 1908 sa supposition selon laquelle la lune était entourée par une atmosphère, puisque le minuscule disque de Titan est plus sombre en marge qu'au centre.
La présence d'une atmosphère fut découverte par Gerard P. Kuiper en 1944 par spectroscopie qui estima la pression partielle de méthane de l'ordre de 10 kPa.

## Sources
- (de) Cet article est partiellement ou en totalité issu de l’article de Wikipédia en allemand intitulé « Titan (Mond) » (voir la liste des auteurs).

- (pt) Cet article est partiellement ou en totalité issu de l’article de Wikipédia en portugais intitulé « Titã (satélite) » (voir la liste des auteurs).

- (en) Cet article est partiellement ou en totalité issu de l’article de Wikipédia en anglais intitulé « Titan (moon) » (voir la liste des auteurs).

- (nl) Cet article est partiellement ou en totalité issu de l’article de Wikipédia en néerlandais intitulé « Titan (maan) » (voir la liste des auteurs).

## Compléments